# Большеуркатское сельское поселение
Большеуркатское се́льское поселе́ние — упразднённое муниципальное образование в Ельниковском районе Мордовии Российской Федерации.
Административный центр — село Большой Уркат.

## История
Статус и границы сельского поселения установлены Законом Республики Мордовия от 1 декабря 2004 года № 97-З «Об установлении границ муниципальных образований Ельниковского муниципального района, Ельниковского муниципального района и наделении их статусом сельского поселения и муниципального района».
Упразднено в 2019 году с включением всех населённых пунктов в Ельниковское сельское поселение (сельсовет).

## Население
| 2002 | 2010 | 2012 | 2013 | 2014 | 2015 | 2016 |
| ---- | ---- | ---- | ---- | ---- | ---- | ---- |
| 459  | ↘318 | ↘300 | ↘293 | ↘279 | ↘274 | ↘259 |
| 2017 | 2018 | 2019 |      |      |      |      |
| ↘238 | ↘231 | ↘215 |      |      |      |      |

## Состав сельского поселения
| № | Населённый пункт | Тип населённого пункта | Население |
| - | ---------------- | ---------------------- | --------- |
| 1 | Большой Уркат    | село                   | ↘219      |
| 2 | Будаево          | деревня                | ↘22       |
| 3 | Вольный          | посёлок                | ↘12       |
| 4 | Красные Горки    | посёлок                | ↘8        |
| 5 | Малый Уркат      | деревня                | ↘1        |
| 6 | Полочино         | деревня                | ↘11       |
| 7 | Свободный        | посёлок                | ↘3        |
| 8 | Урей 1-й         | деревня                | ↘42       |